# Ein Fest auf Haderslevhuus
Ein Fest auf Haderslevhuus ist eine deutsche Verfilmung der gleichnamigen Novelle von Theodor Storm aus dem Jahre 1921.

## Handlung
Wulfhild leidet sehr unter der mangelnden ehelichen Standhaftigkeit ihres Gatten, des Ritters Hans Pogwisch der Burg Dorning, und bringt ihn daher kurzerhand mit Rattengift um, um anschließend für einen jüngeren, potenteren Nachfolger frei zu sein. Dabei handelt es sich um den Ritter Rolf Lembeck. Dieser heiratet Wulfhild, jedoch mit nur wenig Enthusiasmus, und bald darauf beginnt er eine Affäre mit einer jungen Adeligen vom Nachbarhof, der 16-jährigen Dagmar, die ihm sehr viel besser gefällt. Ihr verschweigt er jedoch, dass er bereits verheiratet ist. Auf diesem Nachbarhof, der Burg Haderslevhuus, hatte unlängst die Pest gewütet; nur das Mädchen und ihr Vater, der Burghauptmann, haben diese Epidemie überlebt. Wulfhild erfährt derweil von ihrem kriecherischen Vertrauten, dem Schreiber Gaspard, dass ihr frisch angetrauter Gatte fremdgeht.
Als Ritter Rolf das zarte, noch minderjährige Mädchen Dagmar verführt, gibt diese sich ihm bedenkenlos hin. Dagmars Vater, durch Wulfhild von dem schändlichen Doppelspiel Rolfs informiert, klärt eines Tages seine Tochter über den wahren Sachverhalt auf, woraufhin diese, zutiefst geschockt, an gebrochenem Herzen stirbt. Dennoch werden Einladungen zu einer bizarren Vermählungszeremonie verschickt und der Tod Dagmars geheim gehalten, um den Schein zu wahren. Auch der bereits verheiratete Ehegatte in spe, Rolf, weiß nichts vom Tod seiner Geliebten. Als er bei der morbiden Eheschließung seine Zukünftige tot aufgebahrt sieht, verfällt er dem Wahnsinn. Er nimmt den toten Körper Dagmars an sich und schleppt ihn hinauf auf den burgeigenen Glockenturm, um sich von dort mit der Toten in die Tiefe zu stürzen.

## Produktionsnotizen
Ein Fest auf Haderslevhuus wurde auf der Festung Hohensalzburg gedreht und am 25. Oktober 1921 in den Münchener Rathaus-Lichtspielen uraufgeführt. Einen Massenstart gab es wohl nicht. Die Zensur nahm sich erst am 21. Juni 1922 bzw. am 28. Juli desselben Jahres des Filmes an. Das zuvor ausgesprochene Jugendverbot wurde nach Erfüllung geringer Schnittauflagen und Korrekturen bei den Untertiteln zurückgenommen und der Film auch für die Jugend zugelassen.
Dennoch wurde die in dem Film angeblich vorgenommene, grobe Verfremdung der Storm‘schen Vorlage scharf kritisiert.
Der Streifen besaß vier Akte, verteilt auf 1417 Meter. Nach seiner Premiere, mutmaßlich einer Pressevorführung, geriet der Film für ein Dreivierteljahrhundert in Vergessenheit. Erst am 12. September 1996 gab es in Husum eine Wiederaufführung.
Willy Reiber entwarf die Filmbauten. Die Kostüme wurden vom Münchner Kostümverleih F. und A. Diringer zur Verfügung gestellt.
Elise Aulinger gab hier ihr Filmdebüt.

## Wissenswertes
„Haderslev“ ist der dänische Name der bis 1920 deutschen Stadt Hadersleben, die im heutigen Nordschleswig (Süddänemark) liegt. „Huus“ ist niederdeutsch für „Haus“.